# 阿部正固
阿部正固（1742年（宽保2年）—1767年（明和4年）），备后福山藩世嗣。第3代藩主阿部正右次男。官位为从五位下、丰前守。
长兄阿部正表夭逝后，作为嫡子出生。宝历7年（1757年），拜谒德川家重叙任，在继承家督前的明和4年（1767年）早逝。由其弟阿部正伦代之。